# Club de Yates St. Francis
El Club de Yates St. Francis (StFYC, por las iniciales de su nombre en idioma inglés, St. Francis Yacht Club) es un club náutico privado situado en San Francisco (California), Estados Unidos, a unas 1,8 millas náuticas del Puente Golden Gate. Exactamente, se encuentra en la latitud 37º 48' N, longitud 122° 24' O.

## Historia
El club fue fundado por varios socios del Club de Yates de San Francisco que deseaban volver a ubicar aquel club en San Francisco cuando en 1926 se decidió abandonar Sausalito. Al ganar la opción de Belvedere, estos socios crearon el Club de Yates St. Francis, en 1927, que se ubicó en el emplazamiento donde se encontraban los astilleros Stone Boat Yard, lugar de varada de la goleta "Yankee", que aún se conserva allí. En 1958 se adquirió la subestación de la isla Tinsley, en el Río San Joaquín.
Presentó desafíos en las Challenger Selection Series (Copa Louis Vuitton) de las ediciones de Copa América de 1987 y 2000. En 1987 presentó un equipo patroneado por Tom Blackaller y con Paul Cayard de táctico, el "USA", y en 2000 otro patroneado por Paul Cayard, el "America One".